# Степанов, Сергей Михайлович (юрист)
Серге́й Миха́йлович Степа́нов (род. 20 июля 1955, с. Глушково, Глушковский район, Курская область, РСФСР, СССР) — юрист, государственный деятель Приднестровской Молдавской Республики. Министр юстиции Приднестровской Молдавской Республики с 29 апреля 2009 по 5 января 2012 (исполняющий обязанности с 4 февраля по 29 апреля 2009 и с 30 декабря 2011 по 5 января 2012). Государственный советник юстиции 3-го класса.

## Биография
Родился 20 июля 1955 в селе Глушково Курской области.
В 1972 окончил Тёткинскую среднюю школу. С 1973 по 1975 проходил срочную службу в рядах Советской армии.

### Образование
В 1972 поступил в Харьковский юридический институт имени Ф. Э. Дзержинского. Учёбу совмещал с работой. В 1979 окончил институт по специальности «Правоведение».

### Карьера

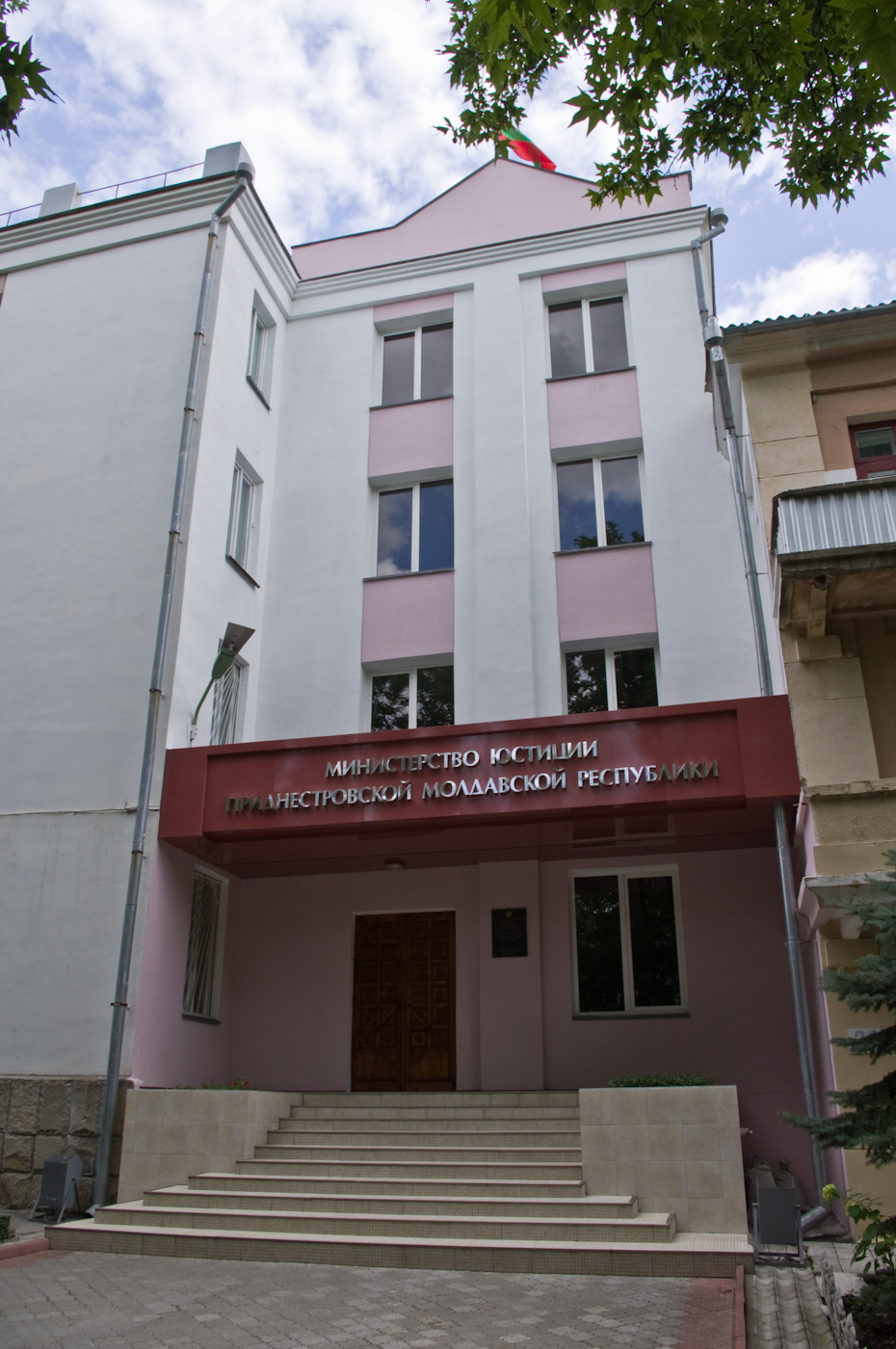
Министерство юстиции Приднестровской Молдавской Республики

После окончания института был направлен в Прокуратуру Молдавской ССР, назначен стажёром прокуратуры города Бендеры.
С мая 1980 по август 1982 — помощник прокурора Бендер.
С августа 1982 по ноябрь 1988 — прокурор, старший прокурор отдела общего надзора аппарата Прокуратуры Молдавской ССР.
С ноября 1988 по декабрь 1991 — заместитель прокурора Тирасполя.
4 сентября 1990 на первом заседании Временного Верховного совета Приднестровской Молдавской ССР дал согласие работать во вновь образуемых органах прокуратуры Приднестровской Молдавской ССР и был назначен заместителем прокурора ПМССР, продолжая одновременно работать заместителем, с декабря 1991 — первым заместителем прокурора Тирасполя.
В апреле-июле 1992 исполнял обязанности прокурора Тирасполя. В связи с задачей создания в Бендерах приднестровских органов власти, в июле 1992 был назначен исполняющим обязанности прокурора Бендер, где сформировал первый состав сотрудников прокуратуры города под юрисдикцией Приднестровской Молдавской Республики.
С августа 1992 по декабрь 2005 — заместитель Прокурора Приднестровской Молдавской Республики.
С декабря 2005 по 29 апреля 2009 — первый заместитель министра юстиции Приднестровской Молдавской Республики, с 4 февраля по 29 апреля 2009 — исполняющий обязанности министра юстиции Приднестровской Молдавской Республики.
С 29 апреля 2009 по 30 декабря 2011 — министр юстиции Приднестровской Молдавской Республики. С 30 декабря 2011 по 5 января 2012 — исполняющий обязанности министра юстиции. Освобождён от должности министра юстиции в связи с формированием нового кабинета министров.
С 20 марта 2012 — судья Конституционного суда Приднестровской Молдавской Республики, с 12 декабря 2016 — судья-секретарь.
Совмещает работу с преподавательской деятельностью по юридическим дисциплинам в различных ВУЗах Тирасполя.

## Награды и звания
- Орден «Трудовая слава» (2000)
- Медаль «За безупречную службу» III степени (2002)
- Медаль «За трудовую доблесть» (2005)
- Медаль «За отличие в труде» (2008)
- Орден Почёта (2010)
- Орден «За заслуги» II степени (2011)
- Почётный работник юстиции (2012)
- Почётная награда Конституционного суда Приднестровской Молдавской Республики (2013)
- Медаль «За безупречную службу» II степени (2013)
- Медаль «25 лет Приднестровской Молдавской Республике» (2015)
- Медаль «25 лет Верховному совету Приднестровской Молдавской Республики» (2016)
- Медаль «75 лет Победы в Великой Отечественной войне 1941—1945 гг.» (2020)
- Медаль «30 лет Приднестровской Молдавской Республике» (2020)
- Заслуженный юрист Приднестровской Молдавской Республики
- Почётный работник Прокуратуры Приднестровской Молдавской Республики

## Классный чин
- Государственный советник юстиции 3-го класса
- Высший квалификационный класс судьи[3]

## Семья
- Женат, имеет двух дочерей.